# 이미지 엔진 디자인

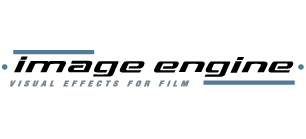

이미지 엔진 디자인(Image Engine Design Inc.) 또는 이미지 엔진(Image Engine)은 캐나다 브리티시컬럼비아주 밴쿠버에 본사를 둔 시각 효과(VFX) 스튜디오이다. 1995년에 설립된 이 스튜디오는 창작 캐릭터 디자인 및 애니메이션, 디지털 환경, VFX 감독 및 기타 서비스 분야의 컨셉 아트를 전문으로하고있다. 2010년에는 영화 디스트릭트 9( District 9)으로 아카데미 최우수 시각 효과상 후보로 지명되었었다. 이후 쥬라기 월드(Jurassic World), 스트레이트 아웃 오브 컴턴(Straight Outta Compton), 왕좌의 게임(Game of Thrones), 채피(Chappie) 등의 장편 영화 및 TV 시리즈 제작에 기여했다.

## 최근 VFX
- 로스트 인 스페이스 (드라마)
- 로건 (영화)
- 존윅3

## 합병
2015년 8월 이미지 엔진(Image Engine)이 몬트리올에 있는 시각 효과 및 애니메이션 스튜디오 씨네사이트(Cinesite)와 합병했다고 발표했다.

## 같이 보기
- MPC
- ILM